# Flugplatz Espinho

i7
i11
i13
Der Flugplatz Espinho (portugiesisch Aeródromo de Espinho, ICAO-Code: LPIN) ist ein regionaler Sonderlandeplatz in Paramos südlich von Espinho. Der Platz gehört zum Distrikt Aveiro, der Região Norte in der Subregion Grande Porto in Portugal. 
Der Flugplatz wird hauptsächlich von Sport- und Privatflugzeugen genutzt. Mit seiner Höhe von drei Metern über dem Meeresspiegel liegt der Flugplatz vergleichsweise tief und die Start- und Landebahn endet am Strand. Über die Landebahn führt eine Straße zum Strand. Der Verkehr wird mit Verkehrszeichen vor dem Flugverkehr gewarnt.

## Geschichte
Die Basis 1ª Escola de Aviação Civil do Norte wurde für die militärische Luftfahrt im Jahre 1931 mit einer Bahnlänge 08/16 von 1500 Metern eröffnet und war der militärische Ausbildungsflugplatz der Grupo de Aviação de Caça die später zum rund 3 Kilometer südlich gelegenen Aeródromo Militar de Ovar verlegt wurde. „Campo Militar de Espinho“ wurde stillgelegt. Es wurde 1976 eine Kaserne für das Regimento de Engenharia de Espinho Nº 3 errichtet und die Hangars, Tanklager und Gebäude zur weiteren Nutzung umgebaut. Die ursprüngliche 1500 Meter lange Start- und Landebahn wurde geteilt und für die Allgemeine Luftfahrt mit Ausnahme des Linien- und Charterverkehrs als unkontrollierter Flugplatz mit nun zwei verkürzten Start- und Landebahnen weiter genutzt, da in der Mitte der Piste die seeseitige Zufahrt zum Kasernengelände errichtet wurde.

## Zwischenfall
Am 26. Juni 2005 kam es bei einer Landung zu einem Unfall zwischen einem Kleinflugzeug des Typs Piper PA-28 Cherokee und einem PKW auf dem Flugplatz. Dabei wurde der Fahrer des PKW getötet und der Pilot konnte schwer verletzt geborgen werden. Der Zusammenstoß kam außerhalb der genehmigten Fläche für Landung und Start zustande. Nach den Untersuchungen der zuständigen Luftfahrtbehörde INAC stand dem Piloten nicht die volle ursprüngliche Bahnlänge von 1500 Metern zur Verfügung, sondern nur die durch Sondergenehmigung erteilten 490 Meter. Über diese Entfernung hinaus gibt es noch eine Sicherheitszone mit 110 Metern, die einem Prozentsatz von 3 % für Steig- und Sinkraten entspricht und noch genügend entfernt von der kreuzenden Straße lag. Nach dem INAC-Bericht war es sowohl ein Pilotenfehler, wie auch eine Unachtsamkeit des Fahrers, der die Verkehrsschilder nicht beachtet hatte. Da es sich bei dem Flugplatz um einen unkontrollierten Platz handelt bestand auch kein Funkkontakt zum Zeitpunkt des Landeanfluges. Auf Grund des Zwischenfalls wurde der Flugbetrieb 2005 eingestellt.
Die beiden ausgewiesenen kurzen Bahnen 08 und 16 jeweils vor der Straße „Rua da Praia“ sind bis auf weiteres nur noch für Ultraleichtflugzeuge und Modellflug zugelassen (Stand 2006). Derzeit steht eine Zertifizierung nach den Regeln der ICAO noch aus, da diese einen Flugbetrieb für einen unkontrollierten Flugplatz, den eine öffentliche Straße kreuzt, nicht vorsieht, ist mit einer Freigabe in Kürze nicht zu rechnen.